# Пенингтон, Исаак
Исаак Пенингтон (англ. Isaac Penington; 1616—1679) — один из первых и активных членов Религиозного общества Друзей (квакеров) в Англии. Писал о квакерском движении и был его влиятельным защитником и популяризатором.
Пенингтон был старшим сыном Исаака Пенингтона — пуританина и лорда-мэра Лондона. Пенингтон женился на Мэри Спрингетт, вдове, и у них родилось пятеро детей. Приемная дочь Пенингтона, Гулиельма Спрингетт вышла замуж за Уильяма Пенна. Придя к убеждению в истинности квакерской веры, Пенингтон и его жена присоединились к Обществу Друзей в 1657 или 1658 году.
Пенингтон стал влиятельным сторонником и защитником квакерского движения, написав много трудов на разные темы. Его работы получили признание за проникновенное и красноречивое выражение духовного опыта, а содержащиеся в его книге «Письма» духовные советы превратили ее в одну из наиболее часто читаемых квакерских книг. Полное собрание его работ Пенингтона было впервые опубликовано в 1681 году и продолжает переиздаваться до сих пор.
Пенингон также опубликовал несколько книг о квакерском движении. Начиная с 1661 года, его шесть раз сажали в тюрьму за религиозные убеждения. Иногда — по обвинению в отказе от клятв — поскольку это противоречило квакерскому учению. Подобное деяние запрещалось предназначенным для контролирования членов движения «Квакерским Актом» или «Актом о единоверии» (Act of Uniformity) 1662 года. Пенингтона также арестовывали и сажали в тюрьму за посещение квакерских собраний, что запрещалось «Актом о молельных собраниях» (Conventicle Act) 1664 года.
Жена Пенингтона, Мэри, была выдающейся женщиной. Гулиельма, ее дочь от первого брака — с сэром Уильямом Спрингеттом, который умер молодым — впоследствии вышла замуж за Уильяма Пенна, основателя Пенсильвании. Гулиельма была его первой женой.